# Ranking CONMEBOL
O ranking de Clubes da CONMEBOL é um valor utilizado para classificar os clubes associados à Confederação Sul-Americana de Futebol (CONMEBOL), administradora das principais modalidades futebolísticas na América do Sul. É determinado a partir da somatória de pontos da Copa Libertadores da América e pontos da Copa Sul-Americana.
Para a pontuação das equipes na CONMEBOL Libertadores dentro do ranking, é levada em conta a soma dos seguintes itens:
- Coeficiente histórico da competição continental
- Desempenho nos últimos 10 anos no torneio
- Campeão local

Já para a pontuação das equipes na CONMEBOL Sul-Americana, é considerada a soma dos seguintes itens:
- Coeficiente histórico na competição
- Desempenho nos últimos 10 anos no torneio continental

## Sistema de pontuação
1. Desempenho nos últimos 10 anos: Pontuação na Copa Libertadores e Copa Sul-Americana entre 2024 e 2015.
```
          
+
```

2. Coeficiente histórico: Pontuação na Copa Libertadores e Copa Sul-Americana entre 1960 e 2014.
```
          
+
```

3. Campeão de torneios locais: Campeão ou campeões locais.
```
          
=
```

PONTUAÇÃO TOTAL

### Copa Libertadores da América

#### Desempenho nos últimos 10 anos
| Campeão                            | 1000 pontos |
| Vice-campeão                       | 500 pontos  |
| Participação nas semifinais        | 300 pontos  |
| Participação nas quartas de final  | 200 pontos  |
| Participação nas oitavas de final  | 100 pontos  |
| Vitória (fase de grupos em diante) | 80 pontos   |
| Empate (fase de grupos em diante)  | 40 pontos   |
| Participação na fase de grupos     | 100 pontos  |
| Eliminação na primeira rodada      | 25 pontos   |

#### Coeficiente histórico
| Campeão                            | 100 pontos |
| Vice-campeão                       | 50 pontos  |
| Participação nas semifinais        | 30 pontos  |
| Vitória (fase de grupos em diante) | 8 pontos   |
| Empate (fase de grupos em diante)  | 4 pontos   |

#### Campeão de torneios locais
O vencedor de cada torneio local organizado pelas respectivas confederações recebe um bônus de até 50 pontos por ano. Apenas os resultados dos 10 últimos anos são considerados. Se houver mais de um campeão, a pontuação é dividida igualmente entre eles.

#### Mecânica
- A pontuação atribuída ao desempenho na Copa Libertadores nos últimos 10 anos sofre depreciação de 10% ao ano. O valor máximo é atribuído à edição mais recente e 10% do valor é atribuído à décima edição mais recente
- A partir do 11.º ano, a pontuação não sofre mais depreciação e passa a ser atribuída ao coeficiente histórico
- A pontuação referente aos torneios locais também sofre essa depreciação

| Depreciação                        | '24 100% | '23 90% | '22 80% | '21 70% | '20 60% | '19 50% | '18 40% | '17 30% | '16 20% | '15 10% | Hist. |
| ---------------------------------- | -------- | ------- | ------- | ------- | ------- | ------- | ------- | ------- | ------- | ------- | ----- |
| Campeão                            | 1000     | 900     | 800     | 700     | 600     | 500     | 400     | 300     | 200     | 100     | 100   |
| Vice-campeão                       | 500      | 450     | 400     | 350     | 300     | 250     | 200     | 150     | 100     | 50      | 50    |
| Participação nas semifinais        | 300      | 270     | 240     | 210     | 180     | 150     | 120     | 90      | 60      | 30      | 30    |
| Participação nas quartas de final  | 200      | 180     | 160     | 140     | 120     | 100     | 80      | 60      | 40      | 20      | 0     |
| Participação nas oitavas de final  | 100      | 90      | 80      | 70      | 60      | 50      | 40      | 30      | 20      | 10      | 0     |
| Vitória (fase de grupos em diante) | 80       | 72      | 64      | 56      | 48      | 40      | 32      | 24      | 16      | 8       | 8     |
| Empate (fase de grupos em diante)  | 40       | 36      | 32      | 28      | 24      | 20      | 16      | 12      | 8       | 4       | 4     |
| Participação na fase de grupos     | 100      | 90      | 80      | 70      | 60      | 50      | 40      | 30      | 20      | 10      | 0     |
| Participação em fases preliminares | 25       | 22,5    | 20      | 17,5    | 15      | 12,5    | 10      | 7,5     | 5       | 2.5     | 0     |
| Campeão de torneio local           | 50       | 45      | 40      | 35      | 30      | 25      | 20      | 15      | 10      | 5       | 0     |

### Copa Sul-Americana

#### Desempenho nos últimos 10 anos
| Campeão                            | 600 pontos |
| Vice-campeão                       | 300 pontos |
| Participação nas semifinais        | 180 pontos |
| Participação nas quartas de final  | 120 pontos |
| Participação nas oitavas de final  | 60 pontos  |
| Vitória (fase de grupos em diante) | 48 pontos  |
| Empate (fase de grupos em diante)  | 24 pontos  |
| Participação na fase de grupos     | 60 pontos  |
| Eliminação na primeira rodada      | 15 pontos  |

#### Coeficiente histórico
| Campeão                            | 60 pontos  |
| Vice-campeão                       | 30 pontos  |
| Participação nas semifinais        | 18 pontos  |
| Vitória (fase de grupos em diante) | 4,8 pontos |
| Empate (fase de grupos em diante)  | 2,4 pontos |

#### Mecânica
- A pontuação atribuída ao desempenho na Copa Sul-Americana nos últimos 10 anos também sofre depreciação de 10% ao ano. O valor máximo é atribuído à edição mais recente e 10% do valor é atribuído à décima edição mais recente
- A partir do 11.º ano, a pontuação não sofre mais depreciação e passa a ser atribuída ao coeficiente histórico

| Depreciação                        | '24 100% | '23 90% | '22 80% | '21 70% | '20 60% | '19 50% | '18 40% | '17 30% | '16 20% | '15 10% | Hist. |
| ---------------------------------- | -------- | ------- | ------- | ------- | ------- | ------- | ------- | ------- | ------- | ------- | ----- |
| Campeão                            | 600      | 540     | 480     | 420     | 360     | 300     | 240     | 180     | 120     | 60      | 60    |
| Vice-campeão                       | 300      | 270     | 240     | 210     | 180     | 150     | 120     | 90      | 60      | 30      | 30    |
| Participação nas semifinais        | 180      | 162     | 144     | 126     | 108     | 90      | 72      | 54      | 36      | 18      | 18    |
| Participação nas quartas de final  | 120      | 108     | 96      | 84      | 72      | 60      | 48      | 36      | 24      | 12      | 0     |
| Participação nas oitavas de final  | 60       | 54      | 48      | 42      | 36      | 30      | 24      | 18      | 12      | 6       | 0     |
| Vitória (fase de grupos em diante) | 48       | 43.2    | 38.4    | 33.6    | 28.8    | 24      | 19.2    | 14.4    | 9.6     | 4.8     | 4.8   |
| Empate (fase de grupos em diante)  | 24       | 21.6    | 19.2    | 16.8    | 14.4    | 12      | 9.6     | 7.2     | 4.8     | 2.4     | 2.4   |
| Participação na fase de grupos     | 60       | 54      | 48      | 42      | 36      | 30      | 24      | 18      | 12      | 6       | 0     |
| Participação em fases preliminares | 15       | 13.5    | 12      | 10.5    | 9       | 7.5     | 6       | 4.5     | 3       | 1.5     | 0     |

## Classificações atuais

### RankingCONMEBOL
Este ranking é utilizado pela CONMEBOL para determinar a que pote pertence um clube nos sorteios da CONMEBOL Libertadores de 2025 e da CONMEBOL Sul-Americana de 2025.
Nota: Abaixo se encontram os 50 primeiros clubes classificados no ranking da CONMEBOL, divulgado em 16 de dezembro de 2024.
| Pos. | Clube                   | País      | Histórico | Performance | Pontuação total |
| ---- | ----------------------- | --------- | --------- | ----------- | --------------- |
| 1.º  | River Plate             | Argentina | 2 398,8   | 6 708,0     | 9 106,8         |
| 2.º  | Palmeiras               | Brasil    | 1 157,6   | 7 855,0     | 9 012,6         |
| 3.º  | Boca Juniors            | Argentina | 2733,2    | 5 572,0     | 8 305,2         |
| 4.º  | Flamengo                | Brasil    | 694       | 7 229,3     | 7 923,3         |
| 5.º  | Peñarol                 | Uruguai   | 2 864,4   | 3 004,5     | 5 868,9         |
| 6.º  | Nacional                | Uruguai   | 2 420,4   | 3 329,2     | 5 749,6         |
| 7.º  | Atlético Mineiro        | Brasil    | 419,2     | 5 088,5     | 5 507,7         |
| 8.º  | São Paulo               | Brasil    | 1 724,8   | 3 651,8     | 5 376,6         |
| 9.º  | Athletico Paranaense    | Brasil    | 277,2     | 4 999,8     | 5 277,0         |
| 10.º | Fluminense              | Brasil    | 431,2     | 4 543,4     | 4 974,6         |
| 11.º | Grêmio                  | Brasil    | 1 224,4   | 3 507,9     | 4 732,3         |
| 12.º | Racing                  | Argentina | 474,8     | 4 111,2     | 4 586,0         |
| 13.º | Olimpia                 | Paraguai  | 2 078,4   | 2 304,8     | 4 383,2         |
| 14.º | LDU Quito               | Equador   | 925,6     | 3 388,9     | 4 314,5         |
| 15.º | Internacional           | Brasil    | 1 024,8   | 3 276,6     | 4 301,4         |
| 16.º | Libertad                | Paraguai  | 566,8     | 3 407,8     | 3 974,6         |
| 17.º | Independiente del Valle | Equador   | 24,0      | 3 779,4     | 3 803,4         |
| 18.º | Corinthians             | Brasil    | 652,0     | 3 135,5     | 3 787,5         |
| 19.º | Santos                  | Brasil    | 1 176,4   | 2 517,4     | 3 693,8         |
| 20.º | Cerro Porteño           | Paraguai  | 1 354,0   | 2 242,8     | 3 596,8         |
| 21.º | Botafogo                | Brasil    | 215,2     | 3 313,2     | 3 528,4         |
| 22.º | Independiente           | Argentina | 1 866,0   | 1 566,3     | 3 432,3         |
| 23.º | Colo-Colo               | Chile     | 1 248,0   | 2 133,6     | 3 381,6         |
| 24.º | Estudiantes             | Argentina | 1 250,8   | 2 014,8     | 3 265,6         |
| 25.º | Barcelona de Guayaquil  | Equador   | 1 002,0   | 2 206,1     | 3 208,1         |
| 26.º | Cruzeiro                | Brasil    | 1 204,8   | 1 896,5     | 3 101,3         |
| 27.º | Bolívar                 | Bolívia   | 1 031,6   | 2 022,8     | 3 054,4         |
| 28.º | Atlético Nacional       | Colômbia  | 999,2     | 1 866,9     | 2 866,1         |
| 29.º | Vélez Sarsfield         | Argentina | 926,8     | 1 729,4     | 2 656,2         |
| 30.º | Lanús                   | Argentina | 282,0     | 2 350,3     | 2 632,3         |
| 31.º | Junior de Barranquilla  | Colômbia  | 358,0     | 2 253,1     | 2 611,1         |
| 32.º | San Lorenzo             | Argentina | 771,6     | 1 747,3     | 2 518,9         |
| 33.º | Defensa y Justicia      | Argentina | 0         | 2 416,2     | 2 416,2         |
| 34.º | Universidad Católica    | Chile     | 1 116,8   | 1 275,1     | 2 391,9         |
| 35.º | Emelec                  | Equador   | 599,6     | 1 567,9     | 2 167,5         |
| 36.º | The Strongest           | Bolívia   | 416,8     | 1 701,5     | 2 118,3         |
| 37.º | Fortaleza               | Brasil    | 0         | 2 077,1     | 2 077,1         |
| 38.º | Sporting Cristal        | Peru      | 740,0     | 1 274,0     | 2 014,0         |
| 39.º | Red Bull Bragantino     | Brasil    | 0         | 1 879,4     | 1 879,4         |
| 40.º | América de Cali         | Colômbia  | 1 420,8   | 451,5       | 1 872,3         |
| 41.º | Universitario           | Peru      | 979,6     | 784,7       | 1 764,3         |
| 42.º | Independiente Medellín  | Colômbia  | 226       | 1 446,7     | 1 672,7         |
| 43.º | Rosário Central         | Argentina | 422,4     | 1 136,8     | 1 559,2         |
| 44.º | Argentinos Juniors      | Argentina | 318,8     | 1 170,5     | 1 489,3         |
| 45.º | Santa Fe                | Colômbia  | 294,4     | 1 111,9     | 1 406,3         |
| 46.º | Talleres                | Argentina | 16,0      | 1 387,3     | 1 403,3         |
| 47.º | Guaraní                 | Paraguai  | 358,0     | 1 044,9     | 1 402,9         |
| 48.º | Deportivo Cali          | Colômbia  | 824,0     | 577,5       | 1 401,5         |
| 49.º | Deportivo Táchira       | Venezuela | 232,0     | 1 168,7     | 1 400,7         |
| 50.º | Alianza Lima            | Peru      | 468,8     | 877,0       | 1 345,8         |

#### Melhores por país
| Posição | Posição | Clube         | Pontos  |
| No país | Em 2025 | Clube         | Pontos  |
| ------- | ------- | ------------- | ------- |
| 1.º     | 1.º     | River Plate   | 9 106,8 |
| 2.º     | 3.º     | Boca Juniors  | 8 305,2 |
| 3.º     | 12.º    | Racing        | 4 586,0 |
| 4.º     | 22.º    | Independiente | 3 432,3 |
| 5.º     | 24º     | Estudiantes   | 3 265,6 |

| Posição | Posição | Clube             | Pontos  |
| No país | Em 2025 | Clube             | Pontos  |
| ------- | ------- | ----------------- | ------- |
| 1.º     | 27.º    | Bolívar           | 3 054,4 |
| 2.º     | 36.º    | The Strongest     | 2 118,3 |
| 3.º     | 52.º    | Jorge Wilstermann | 1 271,6 |
| 4.º     | 61.º    | Always Ready      | 808,5   |
| 5.º     | 82.º    | Oriente Petrolero | 465,0   |

| Posição | Posição | Clube                | Pontos  |
| No país | Em 2025 | Clube                | Pontos  |
| ------- | ------- | -------------------- | ------- |
| 1.º     | 2.º     | Palmeiras            | 9 012,6 |
| 2.º     | 4.º     | Flamengo             | 7 923,3 |
| 3.º     | 7.º     | Atlético Mineiro     | 5 507,7 |
| 4.º     | 8.º     | São Paulo            | 5 376,6 |
| 5.º     | 9.º     | Athletico Paranaense | 5 277,0 |

| Posição | Posição | Clube                | Pontos  |
| No país | Em 2025 | Clube                | Pontos  |
| ------- | ------- | -------------------- | ------- |
| 1.º     | 23.º    | Colo-Colo            | 3 381,6 |
| 2.º     | 34.º    | Universidad Católica | 2 391,9 |
| 3.º     | 55.º    | Palestino            | 1 137,6 |
| 4.º     | 57.º    | Universidad de Chile | 979,6   |
| 5.º     | 63.º    | Huachipato           | 704,8   |

| Posição | Posição | Clube                  | Pontos  |
| No país | Em 2025 | Clube                  | Pontos  |
| ------- | ------- | ---------------------- | ------- |
| 1.º     | 28.º    | Atlético Nacional      | 2 866,1 |
| 2.º     | 31.º    | Junior de Barranquilla | 2 611,1 |
| 3.º     | 40.º    | América de Cali        | 1 872,3 |
| 4.º     | 42.º    | Independiente Medellín | 1 672,7 |
| 5.º     | 45.º    | Santa Fe               | 1 406,3 |

| Posição | Posição | Clube                   | Pontos  |
| No país | Em 2025 | Clube                   | Pontos  |
| ------- | ------- | ----------------------- | ------- |
| 1.º     | 14.º    | LDU Quito               | 4 314,5 |
| 2.º     | 17.º    | Independiente del Valle | 3 803,4 |
| 3.º     | 25.º    | Barcelona de Guayaquil  | 3 208,1 |
| 4.º     | 35.º    | Emelec                  | 2 167,5 |
| 5.º     | 65.º    | Delfín                  | 642,0   |

| Posição | Posição | Clube              | Pontos |
| No país | Em 2025 | Clube              | Pontos |
| ------- | ------- | ------------------ | ------ |
| 1.º     | 73.º    | América            | 581,7  |
| 2.º     | 91.º    | Chivas Guadalajara | 403,6  |
| 3.º     | 108.º   | Pumas              | 293,6  |
| 4.º     | 110.º   | Tigres UANL        | 284,0  |
| 5.º     | 114.º   | Cruz Azul          | 245,5  |

| Posição | Posição | Clube         | Pontos  |
| No país | Em 2025 | Clube         | Pontos  |
| ------- | ------- | ------------- | ------- |
| 1.º     | 13.º    | Olimpia       | 4 383,2 |
| 2.º     | 16.º    | Libertad      | 3 974,6 |
| 3.º     | 20.º    | Cerro Porteño | 3 596,8 |
| 4.º     | 47.º    | Guaraní       | 1 402,9 |
| 5.º     | 85.º    | Nacional      | 458,3   |

| Posição | Posição | Clube                     | Pontos  |
| No país | Em 2025 | Clube                     | Pontos  |
| ------- | ------- | ------------------------- | ------- |
| 1.º     | 38.º    | Sporting Cristal          | 2 014,0 |
| 2.º     | 41.º    | Universitario             | 1 764,3 |
| 3.º     | 50.º    | Alianza Lima              | 1 345,8 |
| 4.º     | 51.º    | Melgar                    | 1 300,2 |
| 5.º     | 102.º   | Universidad César Vallejo | 326,6   |

| Posição | Posição | Clube             | Pontos  |
| No país | Em 2025 | Clube             | Pontos  |
| ------- | ------- | ----------------- | ------- |
| 1.º     | 5.º     | Peñarol           | 5 868,9 |
| 2.º     | 6.º     | Nacional          | 5 749,6 |
| 3.º     | 72.º    | Danubio           | 591,0   |
| 4.º     | 75.º    | Defensor Sporting | 564,6   |
| 5.º     | 76.º    | Liverpool         | 513,5   |

| Venezuela \| Posição \| Posição \| Clube \| Pontos \| \| No país \| Em 2025 \| Clube \| Pontos \| \| ------- \| ------- \| --------------------- \| ------- \| \| 1.º \| 47.º \| Deportivo Táchira \| 1 406,4 \| \| 2.º \| 58.º \| Caracas \| 929,5 \| \| 3.º \| 86.º \| Metropolitanos \| 449,5 \| \| 4.º \| 95.º \| Estudiantes de Mérida \| 385,2 \| \| 5.º \| 99.º \| Monagas \| 348,5 \| |         |                       |         |
| Posição | Posição | Clube                 | Pontos  |
| No país | Em 2025 | Clube                 | Pontos  |
| 1.º | 47.º    | Deportivo Táchira     | 1 406,4 |
| 2.º | 58.º    | Caracas               | 929,5   |
| 3.º | 86.º    | Metropolitanos        | 449,5   |
| 4.º | 95.º    | Estudiantes de Mérida | 385,2   |
| 5.º | 99.º    | Monagas               | 348,5   |